# Canadian Soccer League (2006)
De Canadian Soccer League CSL is een semiprofessionele voetbalcompetitie in Canada, vooral gericht op de provincie Ontario. De competitie ontstond in 2006 na een naamsverandering van de Canadian Professional Soccer League CPFL. De CPFL was in 1998 opgericht.

## Deelnemende teams

### Nationale Divisie
| Team                       | Opgericht | Plaats                  | Stadion |
| -------------------------- | --------- | ----------------------- | ------- |
| London City                | 1973      | London, Ontario         |         |
| North York Astros          | 1990      | North York, Ontario     |         |
| St. Catharines Roma Wolves | 1977      | St. Catharines, Ontario |         |
| Trois-Rivières Attak       | 2006      | Trois-Rivières, Quebec  |         |
| Brampton Lions             | 2002      | Brampton, Ontario       |         |
| TFC Academy                | 2008      | Toronto, Ontario        |         |

### Internationale Divisie
| Team                    | Opgericht | Plaats               | Stadion |
| ----------------------- | --------- | -------------------- | ------- |
| Italia Shooters         | 1998      | Maple, Ontario       |         |
| Portugal FC             | 2001      | Toronto, Ontario     |         |
| Serbian White Eagles FC | 1968      | Etobicoke, Ontario   |         |
| Toronto Croatia         | 1956      | Mississauga, Ontario |         |

## Kampioenen
| Seizoen | Kampioen              | Uitslag        | Runner up            |
| ------- | --------------------- | -------------- | -------------------- |
| 1998    | St. Catharines Wolves | 2-2 (4-2 n.s.) | Toronto Olympians    |
| 1999    | Toronto Olympians     | 2-0            | Toronto Croatia      |
| 2000    | Toronto Croatia       | 2-1            | Toronto Olympians    |
| 2001    | St. Catharines Wolves | 1-0            | Toronto Supra        |
| 2002    | Ottawa Wizards        | 2-0            | North York Astros    |
| 2003    | Brampton Hitmen       | 1-0            | Vaughan Sun Devils   |
| 2004    | Toronto Croatia       | 4-0            | Vaughan Shooters     |
| 2005    | Oakville Blue Devils  | 2-1            | Vaughan Shooters     |
| 2006    | Italia Shooters       | 1-0            | Serbian White Eagles |
| 2007    | Toronto Croatia       | 4-1, 0-0       | Serbian White Eagles |
| 2008    | Serbian White Eagles  | 2-2 (2-1 n.s.) | Trois Rivieres Attak |
| 2009    | Serbian White Eagles  | 0-0 (2-3 n.s.) | Trois Rivieres Attak |

## Deelnemerslijst
| Club                  | Seizoen | Seizoen | Seizoen | Seizoen | Seizoen | Seizoen | Seizoen | Seizoen | Seizoen | Seizoen | Seizoen | Seizoen | Bijzonderheid |
| Club                  | 1998    | 1999    | 2000    | 2001    | 2002    | 2003    | 2004    | 2005    | 2006    | 2007    | 2008    | 2009    | Bijzonderheid |
| --------------------- | ------- | ------- | ------- | ------- | ------- | ------- | ------- | ------- | ------- | ------- | ------- | ------- | --- |
| Mississauga Eagles    | X       | -       | -       | -       | -       | -       | -       | -       | -       | -       | -       | -       | |
| Italia Shooters       | X       | X       | X       | X       | X       | X       | X       | X       | X       | X       | X       | X       | als Glen Shields in 1998 als Glen Shields Sun Devils in 1999-2001 als Vaughan Sun Devils in 2002-2003 als Vaughan Shooters in 2004-2005 |
| Durham Storm          | X       | X       | X       | X       | X       | X       | X       | X       | -       | -       | -       | -       | als Vaughan Toronto Oympians in 1998-2001 als Mississauga Olympians in 2002-2003                                                        |
| North York Astros     | X       | X       | X       | X       | X       | X       | X       | X       | X       | X       | X       | X       | |
| London City           | X       | X       | X       | X       | X       | X       | X       | X       | X       | X       | X       | X       | |
| St. Catharines Wolves | X       | X       | X       | X       | X       | X       | X       | X       | X       | X       | X       | X       | |
| Toronto Croatia       | X       | X       | X       | X       | X       | X       | X       | X       | X       | X       | X       | X       | |
| York Region Shooters  | X       | X       | X       | X       | -       | -       | -       | -       | -       | -       | -       | -       | gefuseerd met Vaughan Sun Devils in 2002                                                                                                |
| Durham Flames         | -       | X       | X       | X       | X       | -       | -       | -       | -       | -       | -       | -       | Als Oshawa Flames in 1999-2000 |
| Brampton Stallions    | -       | -       | -       | X       | X       | X       | X       | X       | X       | -       | -       | -       | Als Brampton Hitmen in 2001-2004 |
| Portugal FC           | -       | -       | -       | X       | X       | X       | X       | X       | X       | X       | X       | X       | als Toronto Supra in 2001-2005 als Toronto Supra Portuguese in 2006 als Portuguese Supra in 2007                                        |
| Ottawa Wizards        | -       | -       | -       | X       | X       | X       | -       | -       | -       | -       | -       | -       | |
| Trois-Rivières Attak  | -       | -       | -       | X       | X       | X       | -       | X       | X       | X       | X       | X       | als Montreal Dynamites in 2001-2002 als Laval Dynamites Portuguese in 2003; 2005-2006                                                   |
| Brampton Lions        | -       | -       | -       | -       | X       | X       | X       | X       | X       | X       | X       | X       | als Metro Lions in 2002-2004 als Oakville Blue Devils in 2004-2006 als Canadian Lions in 2007                                           |
| Hamilton Thunder      | -       | -       | -       | -       | X       | X       | X       | X       | -       | -       | -       | -       | |
| Windsor Border Stars  | -       | -       | -       | -       | -       | -       | X       | X       | X       | X       | X       | -       | |
| Caribbean Selects     | -       | -       | -       | -       | -       | -       | -       | -       | X       | -       | -       | -       | |
| Serbian White Eagles  | -       | -       | -       | -       | -       | -       | -       | -       | X       | X       | X       | X       | |
| TFC Academy           | -       | -       | -       | -       | -       | -       | -       | -       | -       | -       | X       | X       | |
| Aantal teams          | 8       | 8       | 8       | 12      | 13      | 12      | 10      | 12      | 11      | 10      | 11      | 10      | |